# Marazion

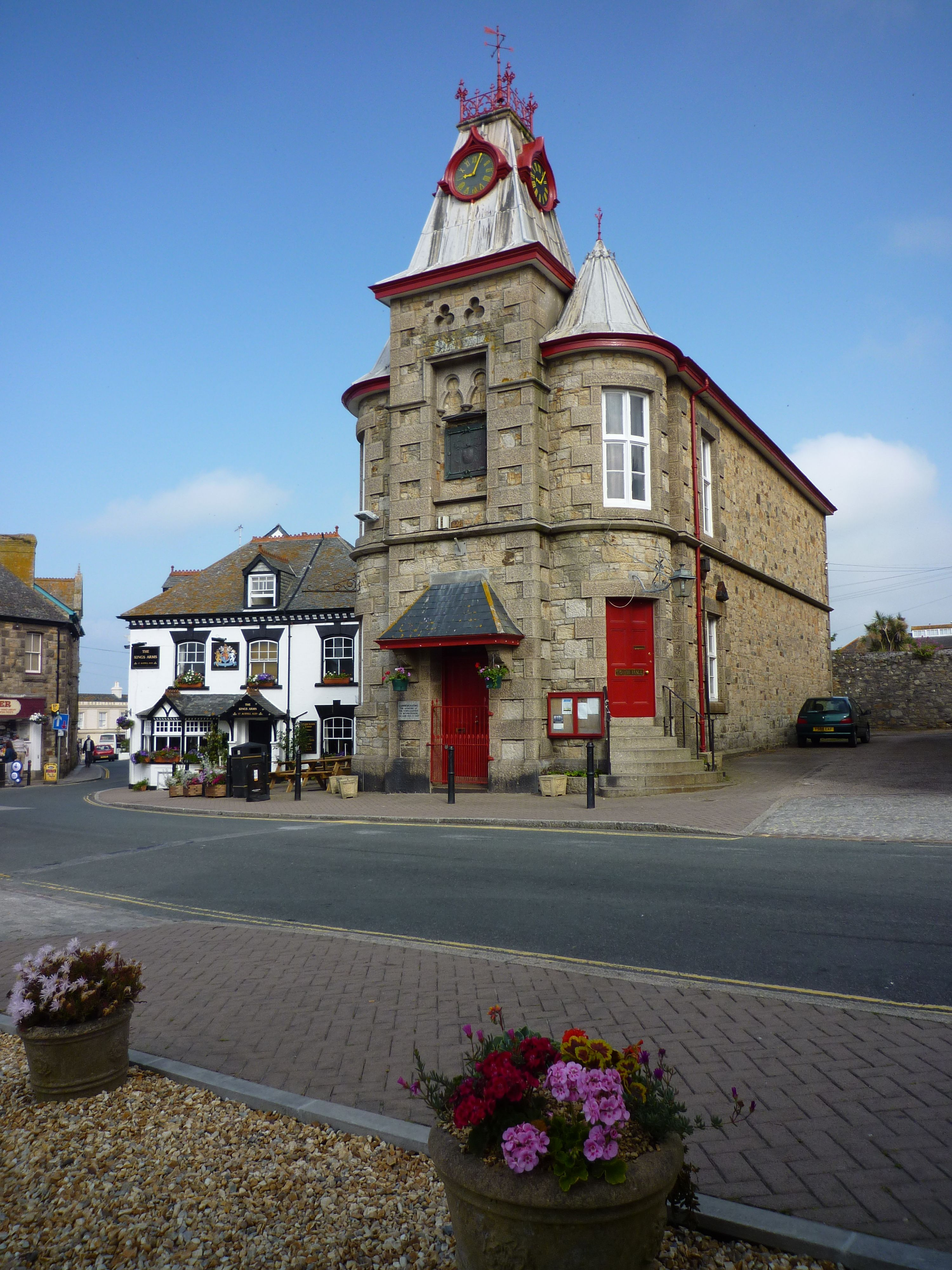
Marazion (Cornovaglia): il municipio

Marazion (in cornico: Marghasyow; 1.500 ab. ca.) è una cittadina della costa sud-occidentale della Cornovaglia (Inghilterra sud-occidentale), affacciata sulla Mount's Bay (Canale della Manica), di fronte a St Michael's Mount, ed appartenente - dal punto di vista amministrativo - al distretto di Penwith.
Secondo quanto affermano i suoi abitanti, sarebbe una delle città più antiche della Gran Bretagna.

## Geografia fisica

### Collocazione
Marazion si trova, in linea d'area, a pochi chilometri a sud di St Ives (situata all'incirca alla stessa longitudine) e ca. 6 km ad est di Penzance.

## Società

### Evoluzione demografica
Al censimento del 2001, la parrocchia civile di Marazion contava una popolazione di 1.466 abitanti.

## Etimologia
Il toponimo deriva dall'antica parola cornica marghaisewe o marghas Yow, che significa "mercato del giovedì" oppure da marghas byghan, ovvero "piccolo mercato", parola poi trasformata in Margas-jewe, Marhas-gou e Markasion.

Presso gli Antichi Romani, era invece nota come Ictis.

## Economia

### Turismo
La località è frequentata dagli amanti degli sport acquatici, come windsurf, ecc.

## Galleria d'immagini

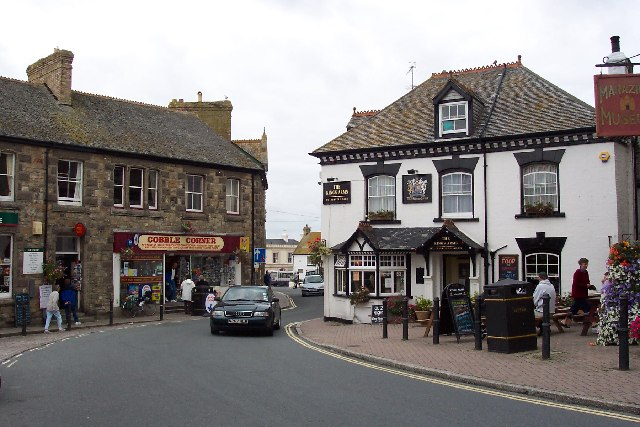
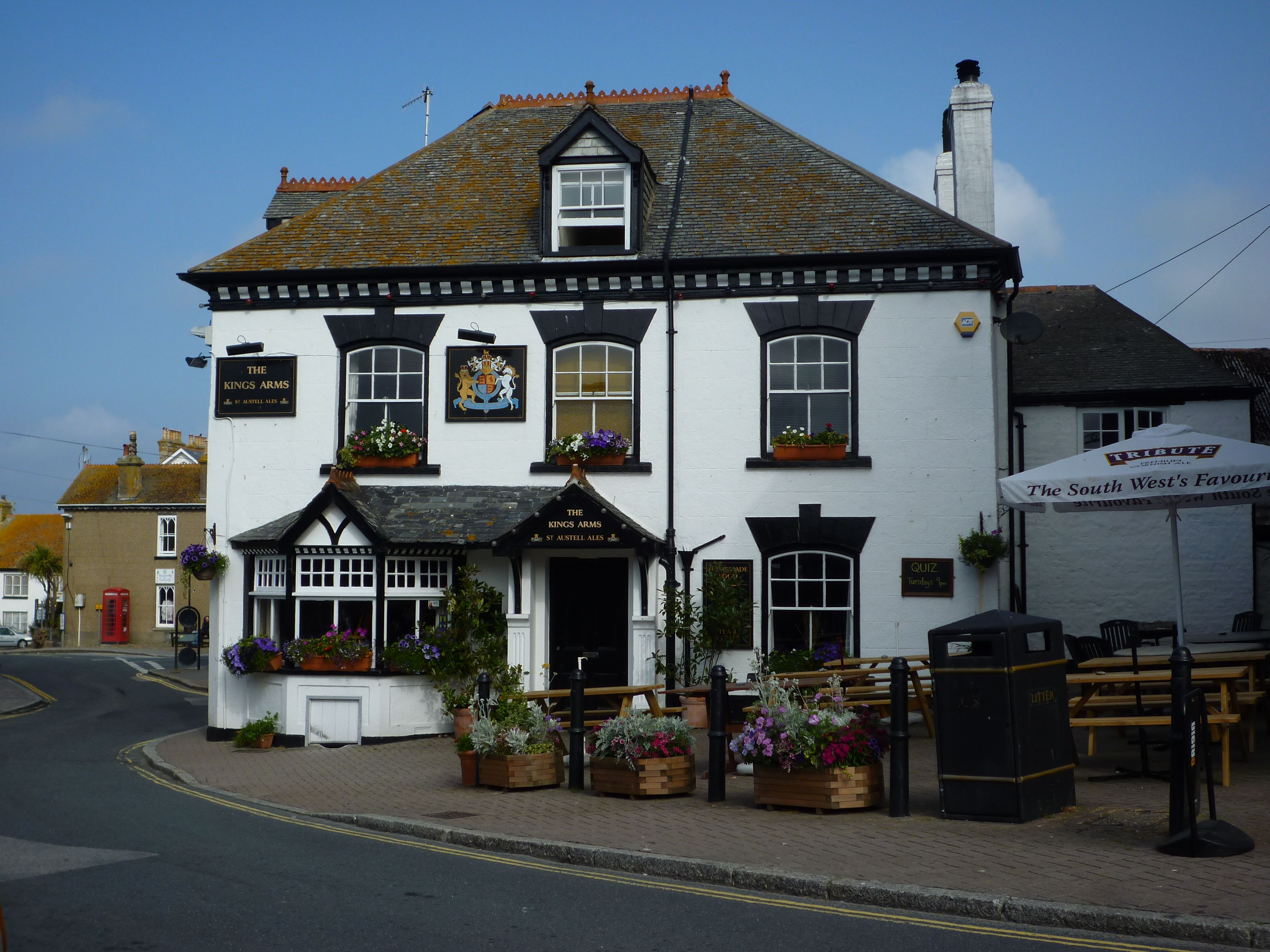
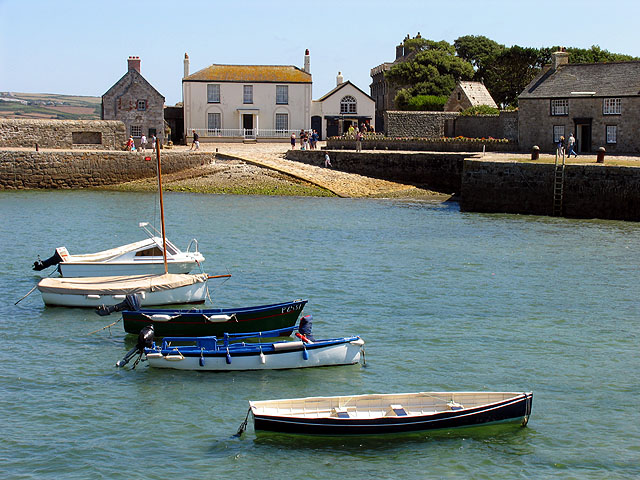
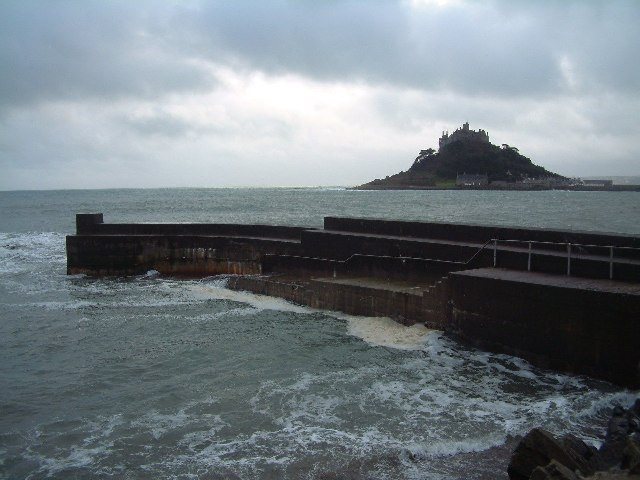